# 博乡县
博乡县，中国古代的县，治所在今安徽六安县西。

## 沿革
西汉竟宁元年（公元前33年）四月，封六安缪王刘定之子刘交为博乡侯。公元9年，王莽建立新朝，废博乡侯国为博乡县，博乡侯国仅传两世。新朝时期曾改名扬陆县（又作杨陆县）。
魏黄初元年（220年），博乡县改名为博安县，属庐江郡。西晋时期，该县被撤销。

## 记载
《水经注》记载“博安縣，《地理志》之博鄉縣也，王莽以爲揚陸矣。泄水自縣上承沘水于麻步川，西北出，歷濡溪，謂之濡水也。”